# Универзитет Бахр ел Газал
Универзитет Бахр ел Газал (енгл. University of Bahr El Ghazal) је високошколска установа са седиштем у Ваву, главном граду вилајета Западни Бахр ел Газал у Јужном Судану. Један је од пет универзитета Јужног Судана. Ректор је Карло Ајуел Куакгор, а универзитет има преко 1.000 студената.

## Факултети
Универзитет Бахр ел Газал састоји се од следећих факултета:
- Економски факултет
- Учитељски факултет
- Факултет за јавно здравље